# Parlarne tra amici
Parlarne tra amici (Conversations with Friends) è un romanzo della scrittrice irlandese Sally Rooney pubblicato nel 2017.

## Trama
Il libro descrive le relazioni tra quattro persone: Frances (la narratrice), Bobbi (la sua migliore amica, nonché ex fidanzata), Melissa (amica di Bobbi) e Nick (il marito di Melissa e amante di Frances).

## Accoglienza
Il libro ha ricevuto recensioni positive.

## Adattamento televisivo
La BBC Three ha prodotto un adattamento televisivo del romanzo, intitolato Conversations with Friends uscito nella primavera 2022.

## Edizioni
- Sally Rooney, Parlarne tra amici, Einaudi, 2018, ISBN 978-88-06-23236-8..